# Grypoctonus hatakeyamae
Grypoctonus hatakeyamae är en tvåvingeart som först beskrevs av Matsumura 1916.  Grypoctonus hatakeyamae ingår i släktet Grypoctonus och familjen rovflugor. Inga underarter finns listade i Catalogue of Life.